# Friaucourt
Friaucourt är en kommun i departementet Somme i regionen Hauts-de-France i norra Frankrike. Kommunen ligger i kantonen Ault som tillhör arrondissementet Abbeville. År 2022 hade Friaucourt 692 invånare.

## Befolkningsutveckling
Antalet invånare i kommunen Friaucourt
| Referens: INSEE |